# لوكاس كراناخ الابن

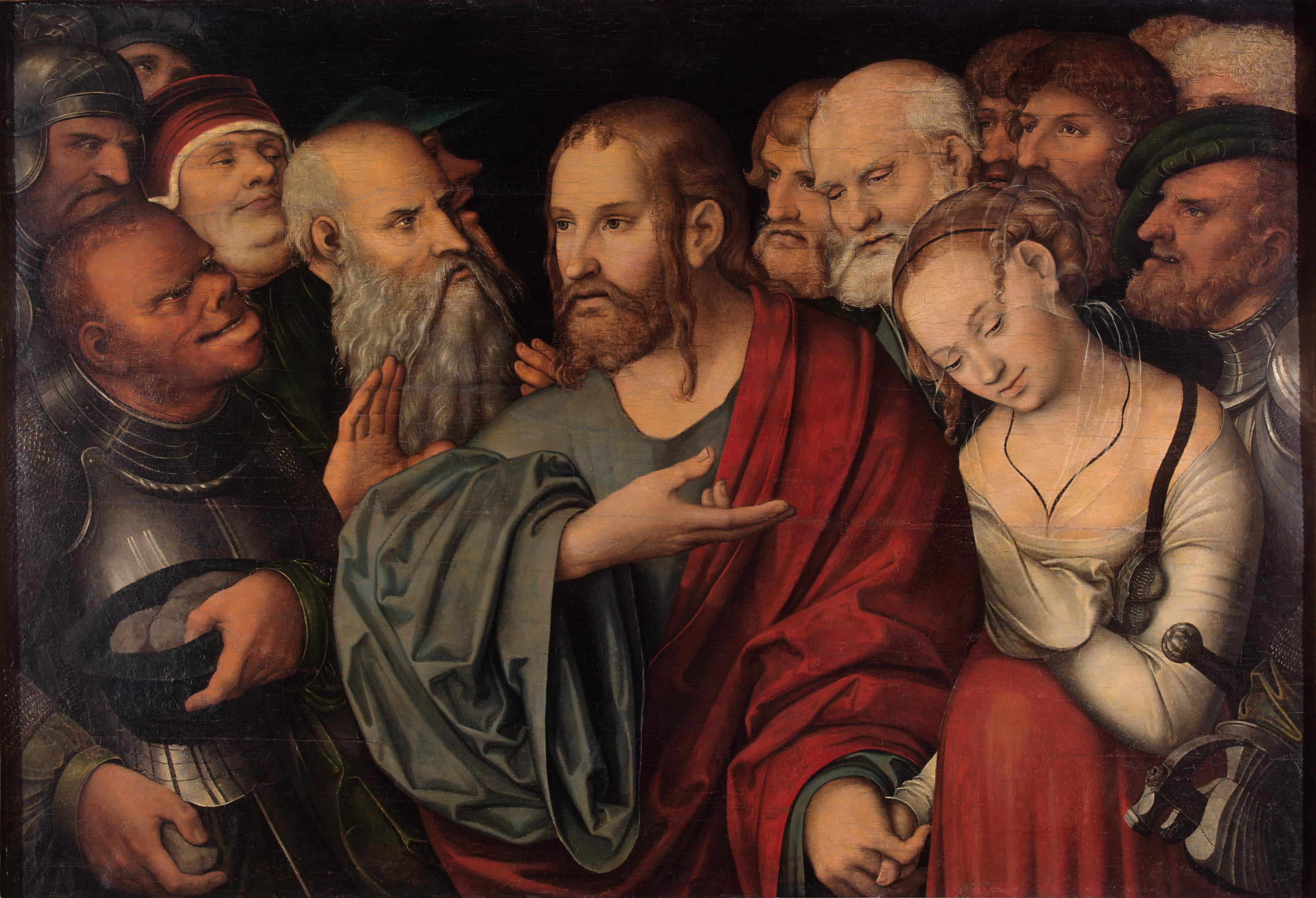
"المسيح مع المرأة المتهمة بالزنى"
متحف الدير، روسيا

لوكاس كراناخ الابن  (بالألمانية: Lucas Cranach der Jüngere)‏، (الرابع من تشرين الأول عام 1515 ميلادي، توفي في 25 كانون الثاني عام 1586 ميلادي). كان رسام ومصور الاشخاص في عصر النهضة وكان أيضا يُعرف  كابن لوكاس كراناخ.

## حياته
ولد  لوكاس كراناخ الابن في فيتنبورغ بألمانيا يوم 24 تشرين الأول عام 1515. وهو الابن الأكبر للوكاس كراناخ الأب وباربارا برينغيبير. بدأ مهنته كمتدرب في ورشة أبيه جنبا إلى جنب مع أخيه هانس.
ومنذ ذلك الوقت بدأت سمعته وشهرته بالنمو.
بعد وفاة أبيه، تولى لوكاس العمل بالورشة. تزوج بباربارا بروك بتاريخ 20 فبراير عام 1541 التي حملت بدورها ثلاث أبناء وبنت واحدة. ماتت باربارا في 10 فبراير عام 1551 ونتج عن هذا الزواج ثلاث بنات وولدين من بينهم أوجستين كراناخ.
اشتهر بصوره والنسخ البسيطة للقصص التي تعتمد على الرموز والمشاهد الخرافية. كان نمط رسمه وأعماله يمكن ان تشبه تلك التي رسمها والده والمتعلقة بالصعوبات التي كانت تواجههم اثناء عملهم في الورشة آنذاك.
لقد وصف الباحثون البارزون في الوقت الحاضر موهبة كرانخ الأبن على انها : صبور ومتخلف على حد سواء.

## روابط خارجية
- لوكاس كراناخ الابن على موقع الموسوعة البريطانية (الإنجليزية)
- لوكاس كراناخ الابن على موقع ديسكوغز (الإنجليزية)